# Фелікс Брих
Фе́лікс Брих (нім. Felix Brych; нар. 3 серпня 1975 року, Німеччина) — німецький футбольний арбітр. Арбітр ФІФА з 2007 по 2021 роки.

## Кар'єра
У 2004 році почав обслуговувати матчі Бундесліги. З 2007 — арбітр ФІФА. У жовтні того ж року судив перший свій матч на міжнародному рівні: кваліфікаційний матч до Євро-2008 Румунія — Люксембург. У лютому 2008 року працював на матчі Кубка УЄФА «Панатінаїкос» — «Рейнджерс», у наступному сезоні — «Ліверпуль» — «ПСВ Ейндговен» вже в Лізі чемпіонів . 18 жовтня 2011 року обслуговував матч Ліги чемпіонів «Оцелул» — «Манчестер Юнайтед» .
1 березня 2016 увійшов до складу суддівської бригади для обслуговування матчів чемпіонату Європи з футболу 2016.
З осені 2016 обслуговує відбіркові матчі чемпіонату світу 2018.
Фелікс Брих офіційно оголошений головним суддею фінального матчу Ліги чемпіонів 2017 12 травня 2017.